# Jason Gaffney
Pour les articles homonymes, voir Gaffney.
Jason Gaffney est un acteur canadien.

## Filmographie
Sauf indication contraire, les informations mentionnées dans cette section peuvent être confirmées par la base de données cinématographiques IMDb,  présente dans la section « Liens externes ».

### Acteur

#### Cinéma
- 1993 : Les Survivants (Alive) de Frank Marshall : Victor Bolarich
- 1993 : The Burning Season (en) de Harvey Crossland : l'étudiant sympathique
- 2002 : Blue Boy and Girl in Pink de lui-même : Blue Boy
- 2019 : Snug (court métrage) de Deanna Milligan : Mark
- 2020 : Big Black Mamba (court métrage) de Keith Picot : Wightman Brother

#### Télévision

##### Séries télévisées
- 1991-1994 : Le ranch de l'espoir (en) : Harp (3 épisodes)
- 1993-1994 : Exosquad (en) : voix additionnelles (13 épisodes)
- 1995 : Madison (en) : Joël (saison 3, épisode 12)
- 1995-1996 : Sliders : Les Mondes parallèles :  Conrad Bennish Jr (4 épisodes)
- 1996 : X-Files : Aux frontières du réel (The X-Files) : Harold lamb (saison 3, épisode 20)
- 1996 : Two : Stephan Kostrov (saison 1, épisode 6)
- 1998-2000 : Au-delà du réel : L'aventure continue (The Outer Limits) : Kirk / Joe Benton (saison 4, épisode 11 et saison 6, épisode 17)
- 1999 : La loi du colt (en) (Dead Man's Gun) : Député Dooley (saison 2, épisode 14)
- 2002 : L'Île de l'étrange (Glory Days) : ? (saison 1, épisode 9)
- 2002 : Jeremiah : William (saison 1, épisode 5)
- 2002 : Apparitions (Living with the Dead) : Ben (mini-série)
- 2002 : Beyond Belief: Fact or Fiction (en) : Ted Reed (saison 4, épisode 4)
- 2002 : Stargate SG-1 : Sanderson (saison 6, épisode 11)
- 2003 : La Treizième Dimension (The Twilight Zone) : Caporal Rosey (saison 1, épisode 42)[1]
- 2003 : Le Monde merveilleux de Disney (The Wonderful World of Disney) : Major (saison 45, épisode 3)
- 2004 : The L Word : Mark (saison 1, épisode 1)

##### Téléfilms
- 1994 : La victime (Sin & Redemption) de Neema Barnette : Boy #1
- 1995 : Not Our Son de Michael Ray Rhodes : Ben Keller
- 1995 : Bye Bye Birdie de Gene Saks : Hugo F. Peabody
- 1996 : Un rêve trop loin (To Brave Alaska) de Bruce Pittman : Steve
- 2002 : The New Beachcombers (en) de Brad Turner : Phil
- 2004 : A Beachcombers Christmas de Anne Wheeler : City Man

### Producteur
- 2002 : Blue Boy and Girl in Pink de lui-même

### Réalisateur
- 2002 : Blue Boy and Girl in Pink

### Scénariste
- 2002 : Blue Boy and Girl in Pink de lui-même